# チップバティ
チップバティ（Chip butty）は、パンまたはロールパンにフライドポテトを挟んで作るサンドイッチで、味付けには少量のトマトソース（トマトケチャップ）やブラウンソースが使われる。バティはブレッドとバターの短縮形で、北イングランドのヨークシャーもしくはリヴァプールの由来と考えられる。チップはイギリス英語でフライドポテトのことである。日本で言うポテトチップをサンドしたサンドイッチはクリスプサンドイッチという。
イギリスの一般紙であるデイリー・テレグラフの公式サイトにもチップバティの作り方のコーナーがある。